# Aeroportul Fort Hope
Aeroportul Fort Hope (IATA: YFH, ICAO: CYFH) este un aeroport din Ontario, Canada. Aeroportul a fost tranzitat în 2020 de 3.227 de pasageri.
Situat la o altitudine de 274 m, aeroportul dispune de 1 pistă. Este operat de Government of Ontario⁠(d).

## Infrastructură

### Piste
Aeroportul dispune de o singură pistă. Pista are orientarea 09/27. 